# Geerteskerk (Kloetinge)

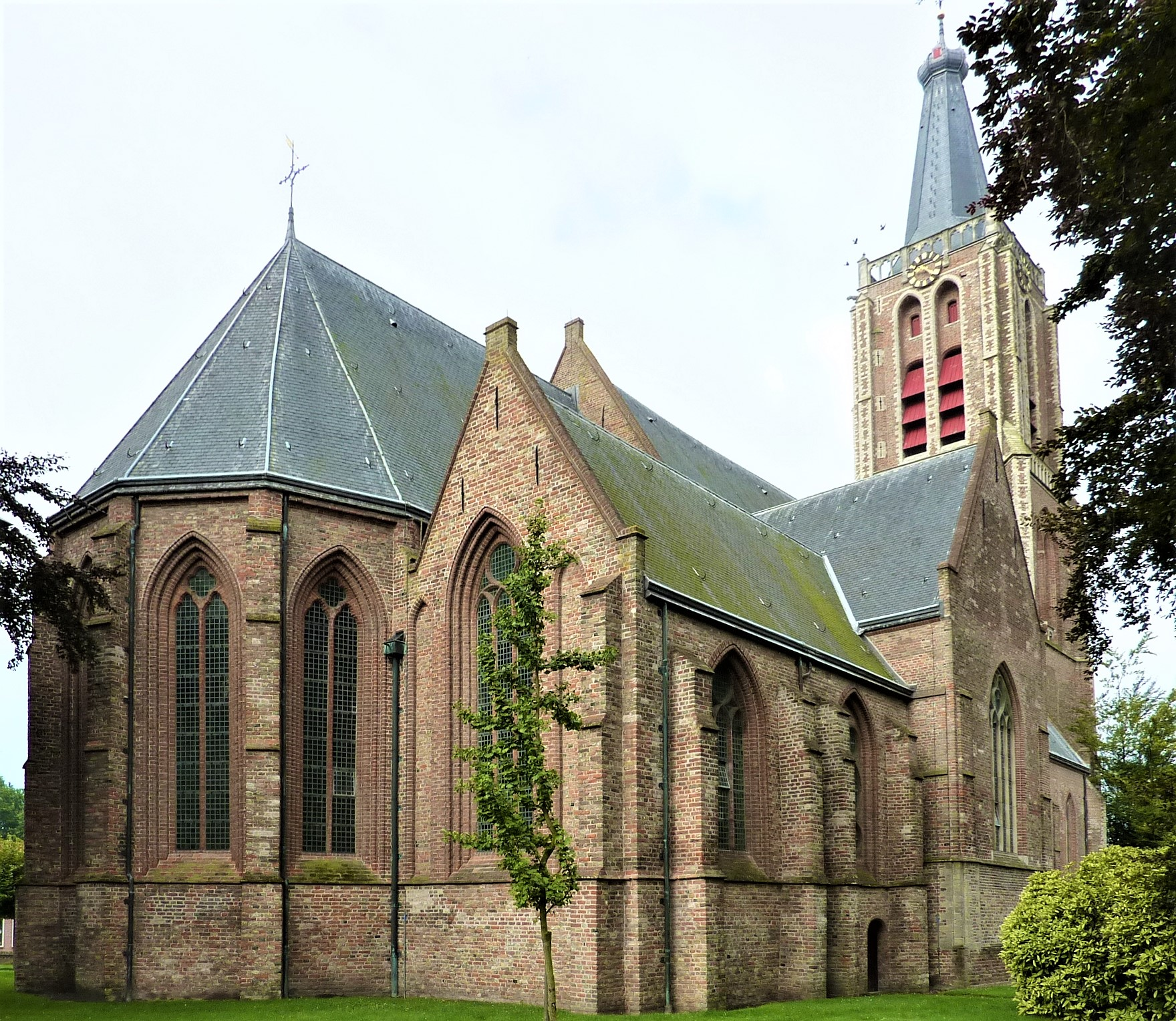
Blick zum Chor der Geerteskerk

Die Geerteskerk ist ein Kirchengebäude der Protestantischen Kirche in den Niederlanden im Ortsteil Kloetinge der niederländischen Stadt Goes (Provinz Zeeland). Die Langhaus und der Turm der Kirche sind als Rijksmonumente eingestuft.

## Geschichte

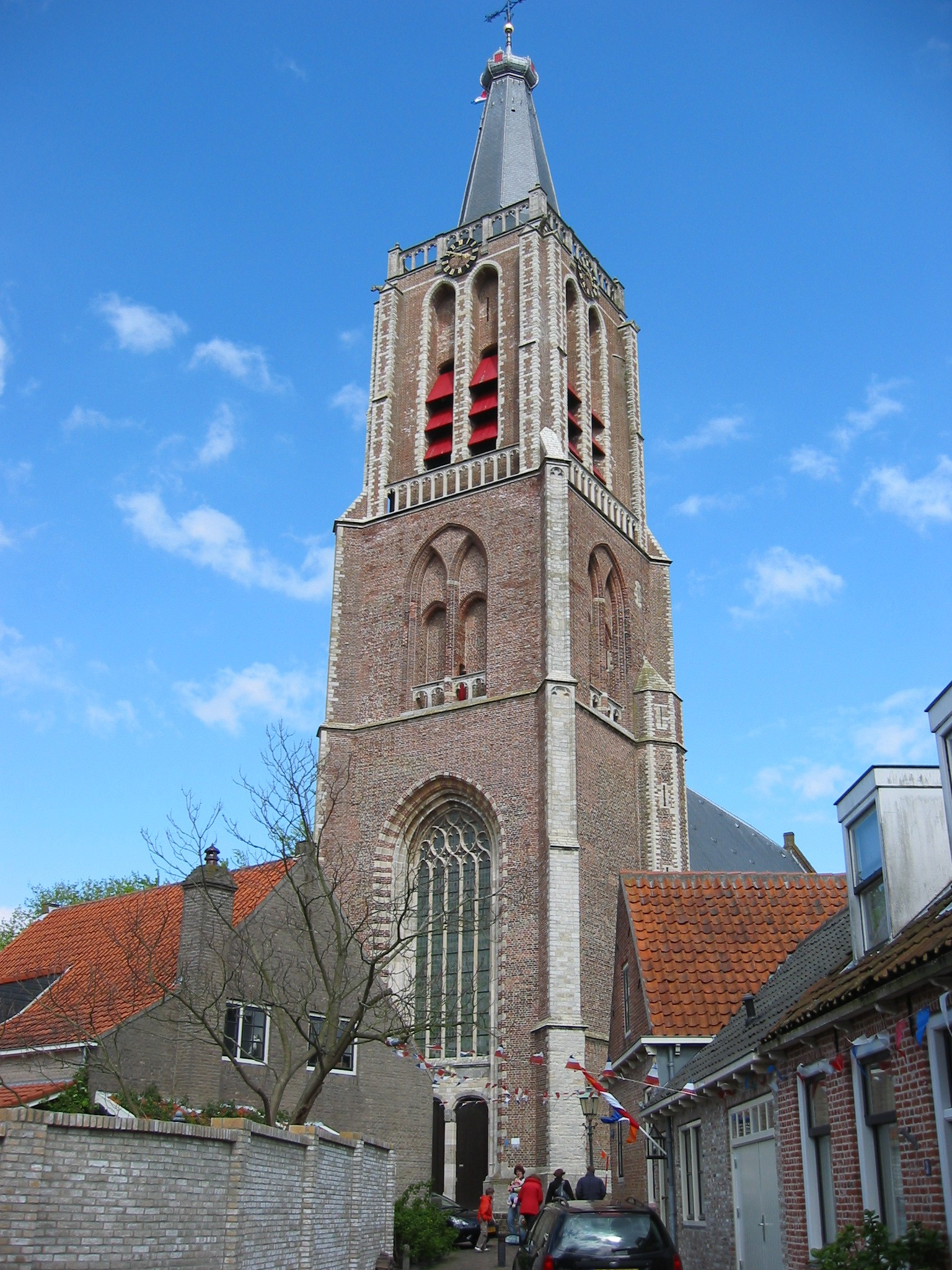
Der Westturm

Die Kirche war bis zur Einführung der Reformation zu Ehren der heiligen Gertrud von Nivelles geweiht. Ältester Teil des Gebäudes ist der fünfseitig geschlossene Chor aus dem 13. Jahrhundert. Ihm schließt sich nördlich der sogenannte Liebfrauenchor an, der nach Osten gerade schließt. Südlich des Hauptchors befindet sich die Sakristei aus dem 14. Jahrhundert.
Um 1350 begann der Bau eines dreischiffigen Langhauses, das in der ersten Hälfte des 15. Jahrhunderts als einschiffiger Bau von vier Jochen fertiggestellt wurde. An das vierte Joch schließen sich nördlich und südlich querhausartig Seitenkapellen an. 1494 wurde das Langhaus um ein Joch nach Westen verlängert und mit der Hinzufügung des massiven Kirchturmes begonnen.